# Así es (canción de Zurdok)
«Así es» es el segundo sencillo del álbum Maquillaje de la banda de rock alternativo mexicana Zurdok. Esta canción, después de la salida de Catsup, fue lanzada como presencillo descargable disponible en el sitio web oficial de Zurdok. La canción se hizo popular garcias a este método de la banda, para lo cual la banda filmó un video de esta canción sobre la temporada de grabación de las canciones de Maquillaje. La canción no se tenía planeada hacerla sencillo, sin embargo, finalmente se aceptó como presencillo y salió antes que Para siempre. La canción no dispuso de lista de canciones, ya que no se sacó a la venta el sencillo.
- Datos: Q5710180